# Phalera angustipennis
Phalera angustipennis är en fjärilsart som beskrevs av Matsumura 1919. Phalera angustipennis ingår i släktet Phalera och familjen tandspinnare. Inga underarter finns listade i Catalogue of Life.